# Nena Stachurska

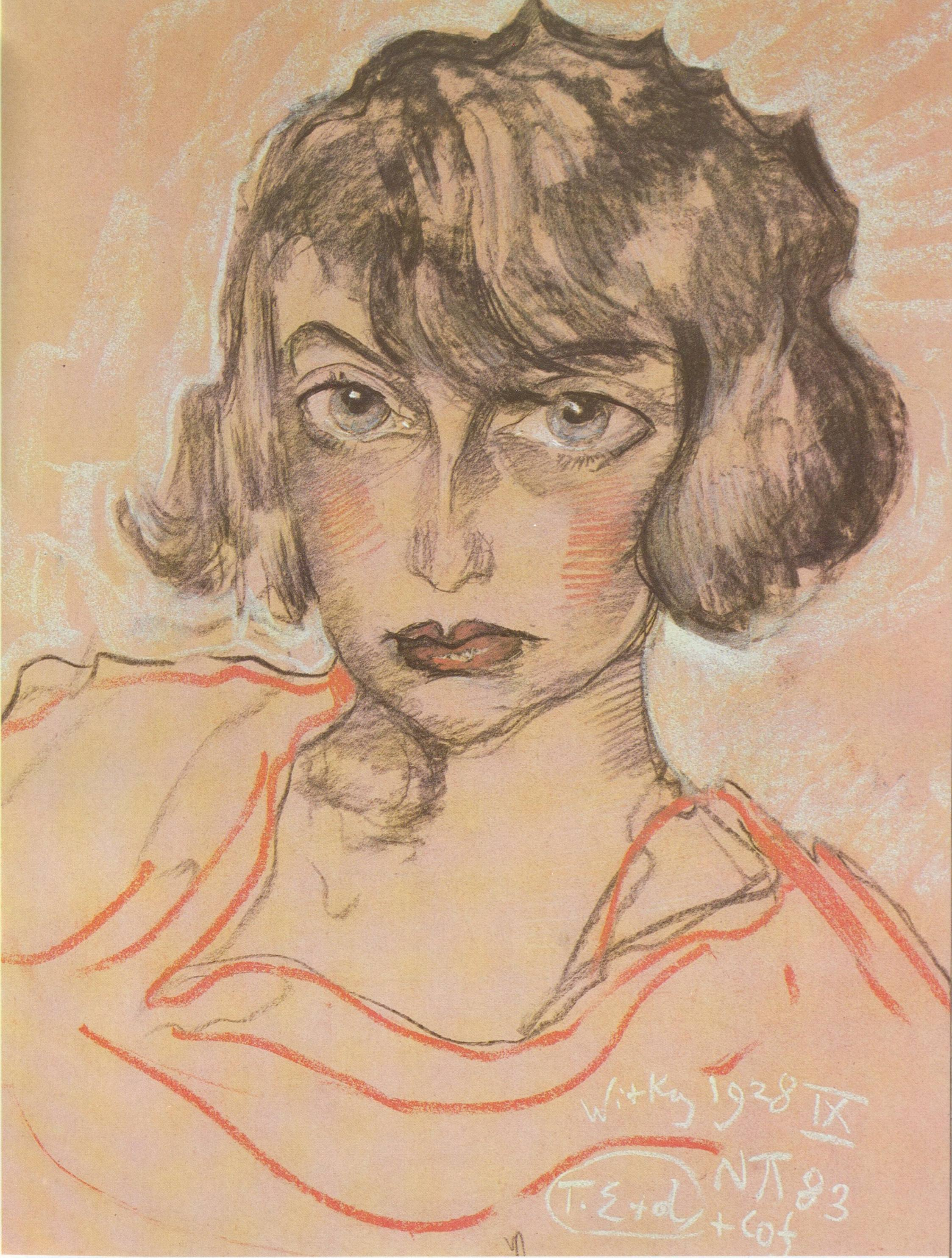
Portret Neny Stachurskiej autorstwa S. I. Witkiewicza (1928)

Nena Stachurska, właśc. Jadwiga Stachurska (ur. 1905, zm. 21 listopada 1945 w Zakopanem) – aktorka Towarzystwa Teatralnego w Zakopanem, muza Witkacego.

## Życiorys
Nena Stachurska zamieszkała w Zakopanem wraz z matką Heleną Stachurską (zm. 1951) i starszą siostrą – Modestą „Mią” (zm. 1981) w 1913 roku. Wówczas po pierwszy spotkała Witkacego w domu Ireny Solskiej, gdzie matka Neny opiekowała się jej córką – Anną Sosnowską. W późniejszym okresie Stachurska widywała artystę w Towarzystwie Teatralnym, gdzie wraz z siostrą były zaangażowane w działalność w sekcji teatru naturalistycznego oraz pracowała jako sprzedawczyni w księgarni przy ul. Krupówki 51 w Zakopanem, należącej do jej szwagra – Tadeusza Zwolińskiego – autora przewodników, kartografa i speleologa.
Początkowo związana była z Janem Leszczyńskim. Z Witkacym nawiązała bliższy kontakt we wrześniu 1928, kiedy sporządził on pierwszy portret Stachurskiej. Mniej więcej w tym okresie została partnerką Witkacego – artysta odwiedzał z nią przyjaciół, jeździł na nartach, chodził po górach, odbywał wycieczki samochodowe na terenie Podtatrza oraz odwiedzał jej matkę i siostrę. W 1929 Stachurska wysłała wspólnie z Witkacym list do Edmunda Strążyskiego, podpisany: „Staś – Zośka, Nena – księgarnia, zaręczeni”, ogłaszając swoje narzeczeństwo. Para była w nieformalnym związku do 1935, kiedy Stachurska porzuciła artystę ze względu na jego liczne romanse oraz fascynację Czesławą Okińską. Wyjechała wówczas do Warszawy, gdzie związała się z innym mężczyzną. Podczas II wojny światowej wróciła do Zakopanego, gdzie zmarła na gruźlicę.

## Portrety
Przypuszcza się, że Witkiewicz umieścił Stachurską na ponad setce portretów. Katalog Dzieł Malarskich Witkiewicza wymienia ich 88. Portrety Stachurskiej według stwierdzenia artysty należały do „istotnych”, czyli tworzonych z wewnętrznej potrzeby i pogłębionych psychologicznie. Portrety Stachurskiej powstawały w latach 1928–1931. Znajdują się w zbiorach Muzeum Pomorza Środkowego w Słupsku, Muzeum Literatury im. Adama Mickiewicza w Warszawie, Muzeum Narodowym w Krakowie, Muzeum Narodowym Poznaniu oraz w Muzeum Tatrzańskim im. dra Tytusa Chałubińskiego w Zakopanem.
Wiele portretów miało bardzo detaliczne notatki na temat typu portretu, jak i co jadł, pił czy palił oraz czy zażywał jakiekolwiek inne środki, które mogły wpłynąć na realizowane dzieło.